# Dainippon Ink & Chemicals
Dainippon Ink and Chemicals, Incorporated (大日本インキ化学工業?, Dainippon Inki Kagaku Kōgyō) (TYO: 4631), nota anche come DIC, è una società con sede a Nihonbashi, Chūō in Giappone che produce inchiostri, lacche, pigmenti, nastri industriali, resine, prodotti fluorochimici. Essa è stata fondata il 15 febbraio 1908.
La società commercia sui mercati pubblici, ha più di 25.000 impiegati e il suo profitto supera $8.5 miliardi l'anno. Opera su base mondiale e include la Sun Chemical corporation.
Il 15 febbraio 2008 la società aveva 100 anni e ha ufficialmente cambiato il suo nome in DIC Corporation.